# Atherion
Atherion is een geslacht van straalvinnige vissen uit de familie van koornaarvissen (Atherinidae). Het geslacht is voor het eerst wetenschappelijk beschreven in 1901 door Jordan & Starks.

## Soorten
- Atherion africanus Smith, 1965
- Atherion elymus Jordan & Starks, 1901
- Atherion maccullochi Jordan & Hubbs, 1919